# Szákfy József
Szákfy József, névváltozatok: Szákfi, Szákffy (Arad, 1798 – Debrecen, 1886. június 3.) színész és színigazgató.

## Életútja
1817-ben Gyöngyösön kezdte színészi pályáját, 1821-ben Cegléden szerepelt. Vándortársulatokban, majd 1828 és 1831 között Kassán szerepelt. 1833–34-ben a Dunántúli Színjátszó Társaság tagja volt, 1836-ban Miskolcon, ezután Debrecenben lépett fel. 1834-ben Fáncsy Lajossal, László Józseffel és Csabay Pállal együtt nyitották meg Debrecenben a Nánássy-féle színházat. Ez volt az országban az első színigazgatás, mely a személyeknek megszabott havi díjat adott. Addig osztalékra játszottak mindenütt. 1841-ben a Nemzeti Színházban is szerepelt, majd 1843-tól az intézmény tagja volt 1848-ig. 1834-től színigazgatóként is működött, 1843-ban Győrött működött e minőségben. Játszott nála 1836-ban Arany János és 1844-ben Petőfi Sándor is. 1848-ban vejével Feleky Miklóssal 1848-ban a kolozsvári színházat vette át és 1859-ben lépett le a színpadról. Az 1860-as évektől Debrecenben és Nagyváradon, majd élete utolsó évtizedeiben Debrecenben működött, 50 éves színészi jubileumát is itt ünnepelte 1870. szeptember 29-én. Ezen alkalomból „A cigány“ és „Paraszt mint dús“ töredékeit s közben a „Garibaldi“ című bohózatot adták elő, nagyszámú közönség előtt. A tiszta bevétel 329 forint 50 krajcár volt. 1879-ben búcsúzott a színpadtól, februári fellépéséről így ír a Fővárosi Lapok: "Debrecenben az öreg Szákfy József vén színész, (a ki most kaszinói könyvtárnok,) pénteken föllépett a »Paraszt mint dús« cimü tüneményes vígjáték harmadik felvonásában, mely szerepet hatvan év előtt is játszott Debrecenben. Még oly jó erőben van, hogy a falragasz »ifj. Szákfy Jóska« fölléptét hirdeté. Volt taps és éljen, úgyhogy az öreg alig bírt szóhoz jutni. Szerepét elég friseséggel játszotta s dalolt alkalmi énekeket is, egyikben bevallva, hogy már túl jár a nyolcvanon."
Könyvtárnoka volt a debreceni kaszinónak. Kezdetben hősszerelmeseket alakított, majd idősebb hősöket formált meg, de énekes szerepekben is feltűnt.
Felesége Láng Karolin, nevelt lánya Szákfy-Szabó Amália színésznő.

## Fontosabb szerepei
- Farkas (Hirschfeld: Tündérkastély Magyarországon)
- Phoebus (Hugo–Birch–Pfeiffer: A Notre-dame toronyőre)
- Beaumarchais (Goethe: Clavigo)
- Mátyás király (Kisfaludy Károly: A hűség próbája)
- Tanár (Vörösmarty Mihály: Vérnász)
- Wurzel Fortunatus (Drechsler–Raimund: Paraszt, mint dúsgazdag)

## Könyve
- Egy agg színész naplójából (Hortobágy, 1866. márc. 25.–máj. 13.).